# Giovanni Girolamo Nadal
Giovanni Girolamo Nadal, italianizzato in Natali (Venezia, ... – dopo il 1383), è stato un letterato e umanista italiano.
Figlio del patrizio Ungaro Nadal e di una Marina, ebbe tre fratelli e una sorella, tra cui Pietro, vescovo e, come lui, umanista. A parte ciò, di lui si hanno poche testimonianze biografiche.
Come la gran parte dei veneziani di buona famiglia, ricoprì varie cariche politiche dedicandosi, frattanto, ai commerci. Potendo contare su una solida formazione classica, fu inoltre coinvolto nel neonato movimento umanistico e fu in contatto con Paolo de Bernardo, a sua volta in rapporti con Francesco Petrarca. L'ultima notizia sul suo conto è il testamento, stilato il 24 aprile 1383.

## Opera
È noto soprattutto per essere l'autore della Leandreide (o, meglio, Leandride), in latino Leandrheris. Precedentemente attribuita a Leonardo Giustinian, la corretta paternità deriva dagli studi di Aldo Francesco Massera, confermati più tardi da Roberta Meneghel: l'autore del componimento era certamente un veneziano, discepolo di Jacopo Allegretti e legato agli ambienti letterati della città, a loro volta in relazione col Petrarca; da un passo dell'opera si può inoltre dedurre che il fratello dell'autore era un vescovo e appare evidente la conoscenza del De Originibus rerum di Giovanni da Pastrengo che il Nadal, e questo è certo, trascrisse.
Scritta tra il 1375 e il 1383 (vi si riferisce che il Petrarca e il Boccaccio sono morti da poco, mentre Pietro da Moglio è ancora vivente), l'opera è un poemetto in terza rima, organizzato in settanta canti (di cui uno in lingua provenzale) e quattro libri. Per quanto riguarda i contenuti, la Leandreide è interessante non tanto per la narrazione del mito di Ero e Leandro, quanto per una lunga digressione contenuta nell'VIII canto del IV libro in cui all'autore appare Amore circondato dai suoi fedeli. Tra questi spicca Dante il quale presenta una lunga serie di letterati antichi e contemporanei, offrendo notizie preziose anche sugli scrittori minori dell'epoca; la digressione si conclude con l'incoronazione dell'autore da parte del Sommo Poeta. La Leandreide è dunque una delle testimonianze più rappresentative del dantismo veneto del secondo Trecento, nel quale l'Alighieri è descritto come primo dei poeti e modello irraggiungibile. Dante non è solo un personaggio del racconto, ma in tutto il testo emergono riferimenti e riprese della Divina Commedia, il che dimostra come il Nadal fosse un profondissimo conoscitore del poema.